# الرواح (الساحل)
الرواح هي إحدى مشيخات المملكة المغربية، تتبع جغرافيا لإقليم العرائش وإداريًا لالساحل. يقدر عدد سكانها بـ 5080 نسمة حسب الإحصاء الرسمي للسكان والسكنى لسنة 2004.